# Lapanga
Lapanga è una suddivisione dell'India, classificata come census town, di 7.354 abitanti, situata nel distretto di Hazaribag, nello stato federato del Jharkhand. In base al numero di abitanti la città rientra nella classe V (da 5.000 a 9.999 persone).

## Geografia fisica
La città è situata a 23° 38' 27 N e 85° 22' 58 E.

## Società

### Evoluzione demografica
Al censimento del 2001 la popolazione di Lapanga assommava a 7.354 persone, delle quali 3.939 maschi e 3.415 femmine. I bambini di età inferiore o uguale ai sei anni assommavano a 1.144, dei quali 579 maschi e 565 femmine. Infine, coloro che erano in grado di saper almeno leggere e scrivere erano 4.463, dei quali 2.758 maschi e 1.705 femmine.